# Mediorhynchus najasthanensis
Mediorhynchus najasthanensis är en hakmaskart som beskrevs av Gupta 1976. Mediorhynchus najasthanensis ingår i släktet Mediorhynchus och familjen Giganthorhynchidae. Inga underarter finns listade i Catalogue of Life.